# Zegrze
Zegrze is een dorp in de Poolse woiwodschap Mazovië. De plaats maakt deel uit van de gemeente Serock en telt 970 inwoners.